# День числа пи
День числа пи — неофициальный праздник, который отмечается любителями математики 14 марта в 1:59:26 в честь математической константы — числа пи.
Этот праздник придумал в 1987 году физик из Сан-Франциско Ларри Шоу, который заметил, что в американской системе записи дат (месяц / число) дата 14 марта — 3/14 — и время 1:59:26 совпадает с первыми разрядами числа π = 3,1415926…

Обычно празднуют в 1:59:26 дня (в 12-часовой системе), но придерживающиеся 24-часовой системы считают, что в этот момент время 13:59, и предпочитают отмечать праздник ночью.
В этот день читают хвалебные речи в честь числа π, его роли в жизни человечества, рисуют антиутопические картины мира без π, пекут и едят «пи-рог» («Pi pie») с изображением греческой буквы «пи» или с первыми цифрами самого числа, пьют напитки и играют в игры, начинающиеся на «пи», решают головоломки и загадки, водят хороводы вокруг предметов, связанных с этим числом.
В этот же день родился Альберт Эйнштейн — создатель теории относительности, а также умер Стивен Хокинг.

## Альтернативные даты
День числа пи обычно празднуют 14 марта (3/14 в формате месяц/день), но иногда его отмечают и в другие даты.

### День приближённого значения числа пи
Празднуют также день приближённого значения π — 22 июля {\displaystyle ({\frac {22}{7}})}. Эта дата, записанная в виде дроби 22/7, точнее приближает число π, чем 3,14. При этом формат записи даты ДД/ММ или Д/М распространён гораздо шире, чем ММ.ДД, положенный в основу выбора даты 14 марта.

### Канонический день числа пи
Некоторые отмечают день числа пи 10 ноября, так как это 314-й день года (в високосные годы — 9 ноября). Учёный и изобретатель Иван Басов предлагает считать этот день Каноническим или Ортодоксальным днём числа пи, поскольку он точнее отражает первые три цифры числа пи (3,14), чем популярная дата 14 марта (3/14), основанная на американском формате записи дат. Более того, так как сам И. Басов родился в 314-й день года (10 ноября 1973), он также отмечает свой день рождения 10 ноября в обычные годы и 9 ноября в високосные.
Канонический день числа пи — не единственный праздник, дата которого сдвигается в високосные годы. Таким же свойством обладает День программиста, профессиональный праздник в России, который отмечается в 256-й день года. В невисокосные годы этот праздник выпадает на 13 сентября, а в високосные — на 12 сентября.